# ファンラン＝タップチャム
ファンラン＝タップチャム（ベトナム語：Thành phố Phan Rang - Tháp Chàm / 城庯潘郎塔占、チャム語：Panduranga、パーンドゥランガ）はベトナムの南中部のニントゥアン省の省都である。人口は2004年時点で約16.1万人である。ベトナム戦争中、アメリカ空軍のファンラン航空基地が有った。この基地は第二次世界大戦中に日本が造り、後にフランスが利用した。パーンドゥランガは1471年に旧都ヴィジャヤを大越軍に占領されたチャンパ王国が新たに使用した国名（パーンドゥランガチャンパ）。タップチャムは「チャム塔」の意。

## 歴史
1485年～1832年、チャンパ王国(192年～1832年)の首都が有った。
1917年、啓定帝がファンラン町を設置し、ニントゥアン省の省都を置いた。
第二次世界大戦中、日本が占領し航空基地を造った。戦後再占領したフランスもこの基地を利用した。
ベトナム戦争でも、アメリカがこの基地を利用した。
1976年、ニントゥアン省がビントゥアン省と合併し、トゥアンハイ省になった。ファンランは省都ではなくなった。

## 行政区画
以下の15坊1社から構成される。
- バオアン坊（Bảo An / 保安）
- ダイソン坊（Đài Sơn / 台山）
- ダオロン坊（Đạo Long / 道隆）
- ドーヴィン坊（Đô Vinh / 都榮）
- ドンハイ坊（Đông Hải / 東海）
- キンズィン坊（Kinh Dinh / 經營）
- ミービン坊（Mĩ Bình / 美平）
- ミードン坊（Mĩ Đông / 美東）
- ミーハイ坊（Mĩ Hải / 美海）
- ミーフオン坊（Mĩ Hương / 美香）
- フーハ坊（Phủ Hà / 府河）
- フオックミー坊（Phước Mĩ / 福美）
- タンタイ坊（Tấn Tài / 進財）
- タインソン坊（Thanh Sơn / 淸山）
- ヴァンハイ坊（Văn Hải / 文海）
- タインハイ社（Thành Hải / 成海）

## チャム文化
タップチャム地区とファンラン地区はチャム文化の中心である。この地域は米や葡萄、桃、山羊、ブラフマン牛に恵まれ、チャム人が居住した。王や王妃を記念して美しい塔がミーソン聖域やニャチャン等に建てられた。この地域では、タップチャム駅の西2kmにポ・クロン・ガライ王に捧げた塔が建っている。タップチャムの南西20kmにはポ・レ・ド王に捧げた塔が建っている。この塔は2012年7月時点では修理中だった。これらの塔は10月に行われる色鮮やかなチャムの祭の「カテ」で用いられる。bullockや他の食料を生贄に捧げる。雨の祭のラマダーンでは結婚式や他のお祝いも同時に行われる。イスラム教のそれをチャム人に合うよう改良している。チャム人はアニミズムを信仰し、塔には火の絵が描かれている。塔は小さい赤煉瓦や乾いた石、モルタルで造られている。先端にはミナレットのような萼が乗っており、アーチは炎を表す赤煉瓦で装飾されている。高い煉瓦積技術が用いられている。ポ・クロン・ガライ遺跡にはチャム文化複合施設が有り、チャム人による写真や絵が展示されている。

## 交通
統一線のタップチャム駅が有る。特急も停車する。

## ファンラン・ダラット間の鉄道
1932年、タップチャム駅はラック式鉄道のファンラン・ダラット線の駅として開業した。
ベトナム戦争でこの路線は廃止された。
1975年、北ベトナムが勝利すると、大きく破壊された統一線の修理用の物資輸送に利用された。

ファンラン・ダラット間の鉄道を客車・貨物両方で復活する計画が進んでいる。